# Marea Celebes

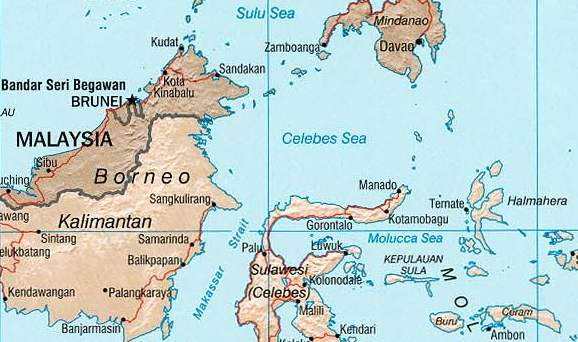
Marea Celebes

Marea Celebes (sau Marea Sulawesi) este cea mai întinsă mare marginală ce aparține de Oceanul Pacific. Având adâncimea medie de 5.000 m. și suprafața de 280.000 km², Marea Celebes se află situată la vest de insula Borneo și la nord de insula Sulawesi care aparține de Indonezia. Marea atinge adâncimea maximă de 6.220 m. la 80 km sud de insula Mindanao care aparține de Filipine.
În direcția nord-sud marea are lungimea de 675 km iar pe direcția est-vest, până la arhipelagul Sangihe și Talaud, 837 km. La nord este mărginită de arhipelagul Sulu, care  o desparte de marea cu același nume. La sud-vest se află strâmtoarea Makassar, insula Java și Marea Molucelor.

## Clima
În regiune domină tot anul o climă caldă, tropicală umedă, care este influențată de musoni.

## Date generale
Marea Sulawesi are o floră și faună bogată caracteristică mărilor tropicale. Marea este renumită și prin pirații care sunt echipați cu o tehnică modernă, ca bărci cu motor rapide și cu radar. Ei reușesc să atace nu numai vase pescărești, ci și cargouri mari. Pentru protejarea turiștilor, guvernul malaiez staționează trupe militare în unele regiuni de coastă.
Coordonate: 3° 34′ 23″ N, 121° 57′ 44″ E